# Leira (Leirfjord)
Leira est une localité du comté de Nordland, en Norvège.

## Géographie
Administrativement, Leira fait partie de la kommune de Leirfjord.